# Procès-verbal en droit français
 (août 2015).
Si vous disposez d'ouvrages ou d'articles de référence ou si vous connaissez des sites web de qualité traitant du thème abordé ici, merci de compléter l'article en donnant les références utiles à sa vérifiabilité et en les liant à la section « Notes et références ».
De manière générale, un procès-verbal, communément appelé PV (abréviation), est un acte juridique écrit qui retranscrit des constatations, des déclarations ou une situation. Il n'a généralement valeur que de simple renseignement sauf lorsqu'il émane de certains agents publics où il acquiert alors une valeur de preuve (par exemple celui émis à la suite d'un contrôle d'identité, qui fait foi « jusqu'à preuve du contraire », c'est-à-dire dans l'immense majorité des cas).

## Étymologie
Comme souvent avec les termes de science ou de droit, le terme doit être compris dans son sens savant et non son sens courant. Verbal ne signifie pas « verbalisé », « prononcé à haute voix », mais « noté », car verbal vient du latin verbum, mot. Ainsi, un procès-verbal n'est pas une remarque parlée, mais une remarque consignée.

## Application
Dans le cadre d'un procès, c'est au greffier de dresser le procès-verbal. Devant la cour d'assises, le document retranscrit « l'accomplissement des formalités prescrites » (article 378 du code de procédure pénale) ; devant le tribunal correctionnel, le greffier tient des « notes d'audience », lesquelles retranscrivent le « déroulement des débats et principalement, sous la direction du président, des déclarations des témoins ainsi que des réponses du prévenu » (article 453 du code de procédure pénale).

### Droit privé
En droit privé, le terme peut désigner un compte rendu d'une audition de témoins, par exemple, rédigé par un juge d'instruction ; la déclaration d'un tiers transmise aux greffiers d'un tribunal pour annoncer une renonciation à une succession par exemple ; le compte rendu d'une séance ou d'une assemblée : procès-verbal d'assemblée générale, procès-verbal de réunion, procès-verbal de comité.
Les sténotypistes de conférences sont des experts qui établissent le procès-verbal in extenso ou la synthèse de réunions ou de débats.

### Droit du travail
En droit du travail, le terme peut désigner un document rédigé par l'inspecteur ou le contrôleur du travail à l'encontre d'un employeur et constatant une ou des infractions ; le compte rendu des réunions du comité d'entreprise ou comité d'hygiène sécurité et condition de travail rédigé par l'institution représentative du personnel concernée.

### Droit pénal
En droit pénal : dans son sens courant, le procès-verbal désigne la contravention donnée à un automobiliste qui a commis une infraction au code de la route. Dans un sens plus large, il s'agit d'un acte par lequel une autorité publique habilitée reçoit une déclaration, une plainte ou une dénonciation (exemple : procès-verbal de plainte établi par la police), constate une infraction ou bien consigne le résultat des opérations réalisées en vue de rassembler des preuves (exemple : procès-verbal de perquisition).
En août 2020, la Commission nationale informatique et libertés enjoint à quatre municipalités françaises de « mettre fin aux systèmes de verbalisation automatique par reconnaissance des plaques d’immatriculation ». Si la verbalisation de véhicules en infraction au stationnement payant, par les véhicules de police municipale est possible, en revanche les infractions pénales ne peuvent être traitées par le même moyen.

### Articles liés
- Greffier dans la justice judiciaire française
- Procès-verbal
- Compte rendu